# Três Pontas (ort)
Três Pontas är en ort i Brasilien.   Den ligger i kommunen Três Pontas och delstaten Minas Gerais, i den sydöstra delen av landet, 700 km söder om huvudstaden Brasília. Três Pontas ligger 888 meter över havet och antalet invånare är 43 749.
Terrängen runt Três Pontas är platt åt nordväst, men åt sydost är den kuperad.Três Pontas är det största samhället i trakten.
Omgivningarna runt Três Pontas är huvudsakligen savann. Runt Três Pontas är det ganska tätbefolkat, med 96 invånare per kvadratkilometer.